# Ermida de Nossa Senhora do Pilar (Horta)

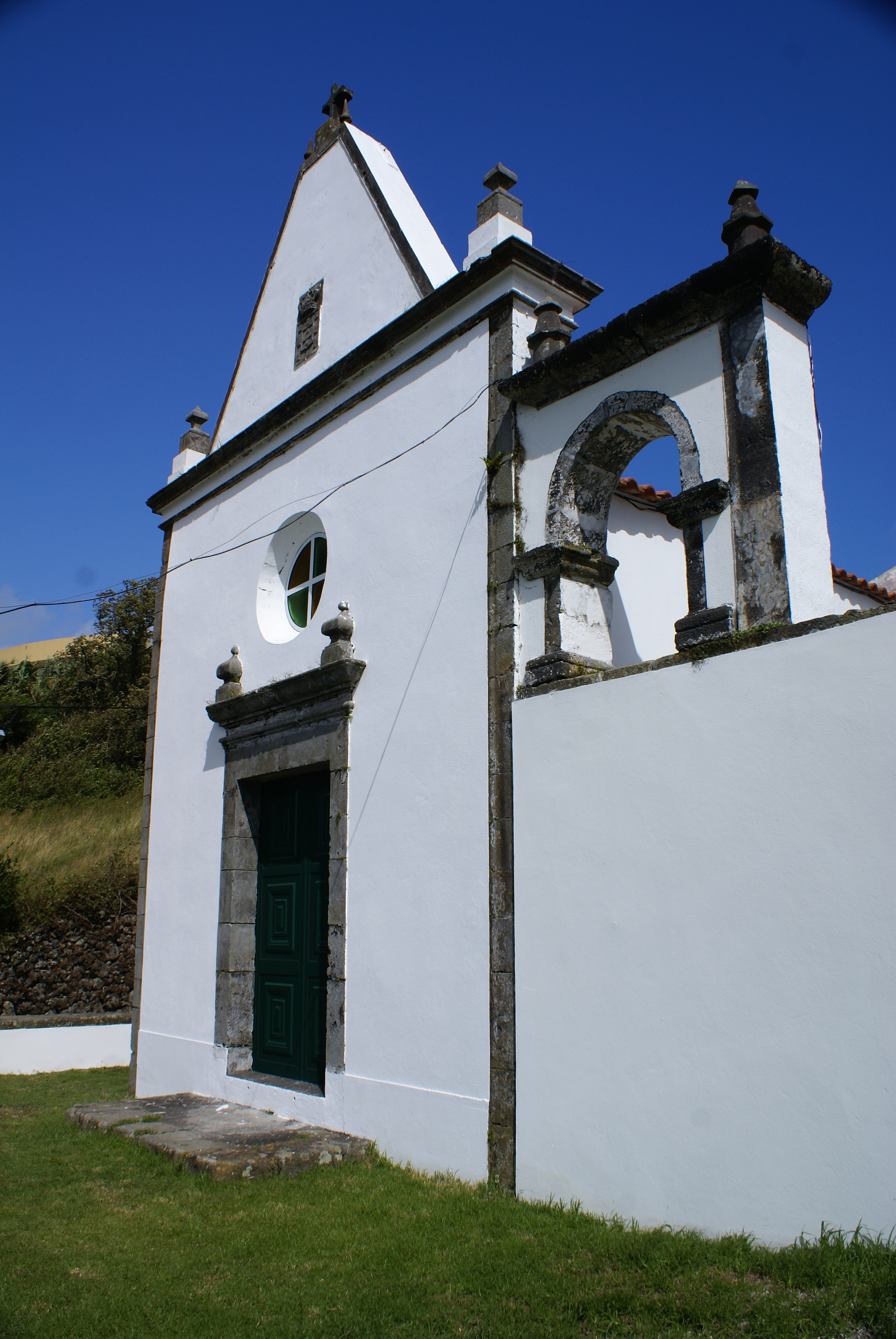
Ermida de Nossa Senhora do Pilar, fachada.

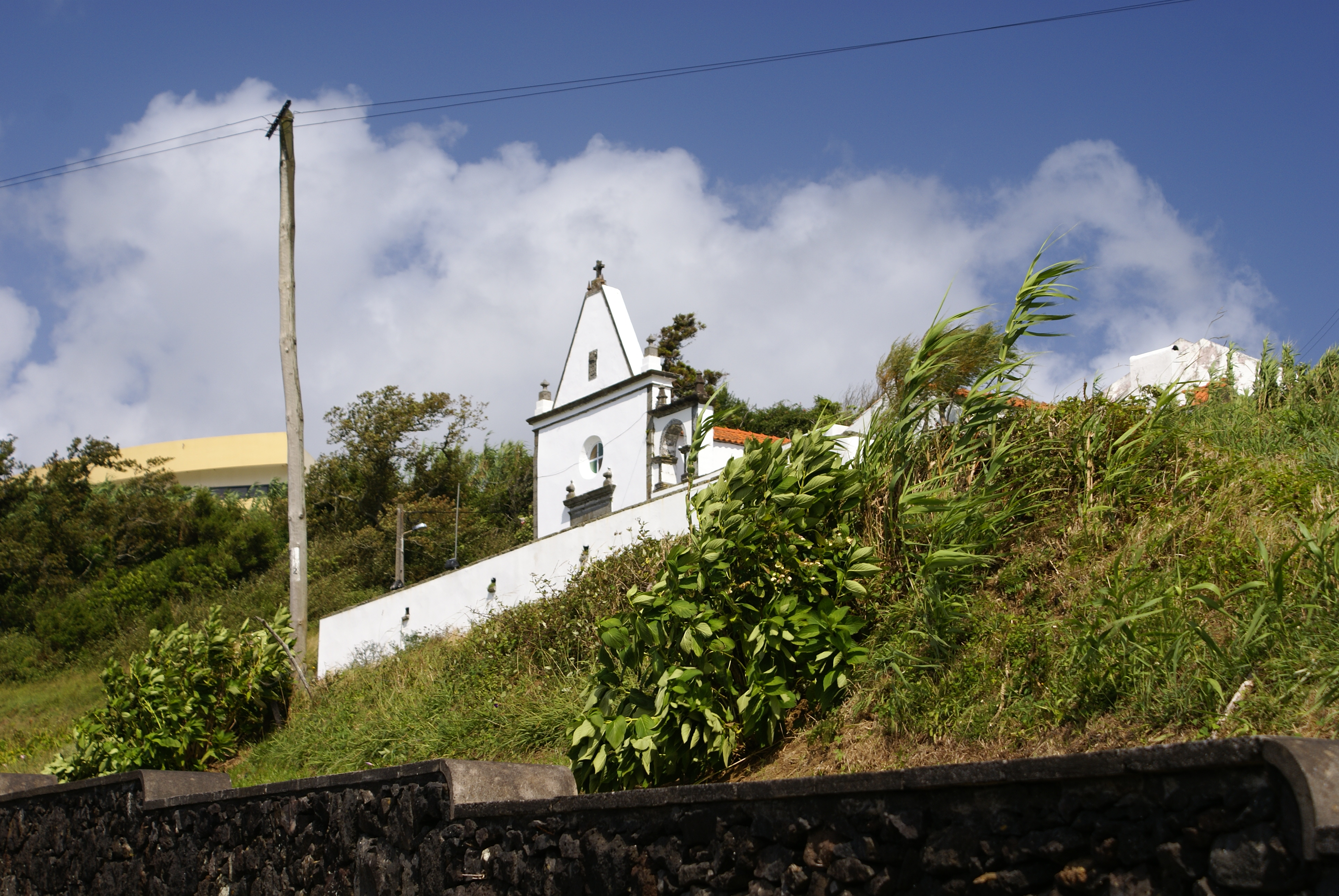
Ermida de Nossa Senhora do Pilar, vista.

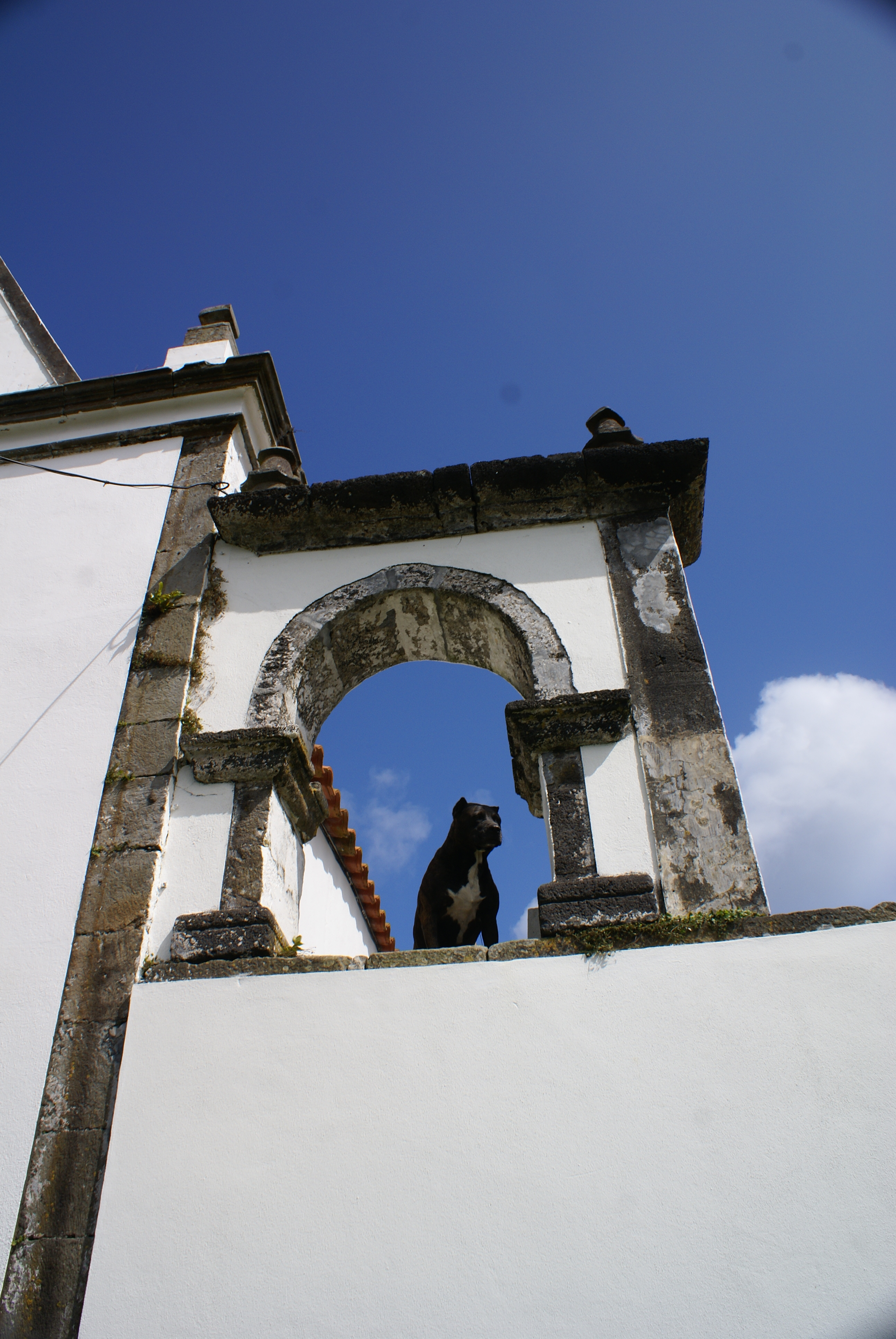
Ermida de Nossa Senhora do Pilar, pormenor.

A Ermida de Nossa Senhora do Pilar é uma Ermida portuguesa localizada na encosta da Espalamaca à freguesia da Conceição, no concelho da Horta, na ilha do Faial, no arquipélago dos Açores.
Esta ermida encontra-se localizada num ponto estratégico, no cimo da encosta da Espalamaca, facto que lhe dá uma vista esplêndida sobre a cidade da Horta.
A sua fundação ocorreu em 1701 por iniciativa do então vigário da paróquia da freguesia de Nossa Senhora da Conceição, que pediu para ali ser sepultado e que é informado por uma lápide colocada dentro do templo na parede do lado do Evangelho.
Esta ermida foi destruída por um incêndio no século XVIII e ainda nesse século reconstruída, mais precisamente em 1729, por iniciativa de uma irmandade então criada.